# Legionella shakespearei
Legionella shakespearei (лат.) — грамотрицательная, каталаза-положительная, слабо оксидаза-положительная бактерия с единственным полярным жгутиком из рода легионелл, выделенная из градирни в городе Стратфорд-на-Эйвоне, Великобритания. Legionella shakespearei названа в честь Уильяма Шекспира, поскольку он родился в Стратфорде-на-Эйвоне.